# Adygéer
Adygéerna är ett folkslag i nordvästra Kaukasien. De utgör den västliga grenen av tjerkesserna och är huvudsakligen bosatta i den ryska delrepubliken Adygeiska republiken, där de uppgår till strax över 100 000, men de återfinns också i Turkiet och andra länder i Mellanöstern. De flesta av dem är sunnimuslimer. Deras språk heter adygeiska och talas av omkring 120 000 människor.